# Pomar (Ribera d'Ondara)
Pomar és una població del municipi de Ribera d'Ondara (La Segarra). Està situat al capdamunt d'un tossal (589 m d'altitud), a la riba del riu Ondara des de llevant. Té 29 habitants.
La part més antiga del poble té un traçat medieval i fora del clos s'hi ha anat construint noves edificacions. La primitiva església romànica de Sant Pau de Narbona va ser reformada posteriorment.
A l'època medieval, s'accedia a través d'un portal d'arc amb una espadanya de doble ull, al costat de l'antiga església, avui en desús. A causa de la precarietat de la construcció es van treure les campanes fa 40 anys, l'una es va vendre i l'altre encara es conserva a la nova capella.
A mitjans del segle xix es va integrar a l'antic municipi de Sant Antolí i Vilanova.